# Stade malien (football)
Maillots
Le Stade malien est un club malien de football basé à Bamako.  Il est l'un des deux grands clubs du pays avec son grand rival, le Djoliba AC.
Le Stade malien a remporté pour la première fois la Coupe de la confédération en 2009 en finale contre le club algérien de l'ES Sétif.

## Histoire

### Historique du club
- 1960 : Fondation du club par fusion de la Jeanne d'Arc (fondée en 1938) et de l'Espérance de Bamako (fondée en 1958)

### Histoire du club
Boukary Sidibé a occupé la Vice-Présidence du Stade Malien de Bamako de 2006 à 2010 puis sa Présidence de 2010 à 2016, après le sacre de l'équipe à la Coupe de la Confédération Africaine de Football (CAF) en 2009.

## Palmarès
| Compétitions nationales | Compétitions internationales |
| - Championnat du Mali (23) : - Champion : 1970, 1972, 1984, 1987, 1989, 1993, 1994, 1995, 2000, 2001, 2002, 2003, 2005, 2006, 2007, 2010, 2011, 2013, 2014, 2015, 2016, 2020, 2021 - Coupe du Mali (23) (record) : - Vainqueur : 1961, 1963, 1970, 1972, 1982, 1984, 1985, 1986, 1988, 1990, 1992, 1994, 1995, 1997, 1999, 2001, 2006, 2013, 2015, 2018, 2021, 2023, 2024 - Finaliste : 1968, 1975, 1979, 1983, 1998, 2000, 2002, 2009, 2011 - Supercoupe du Mali (10) (record) : - - Vainqueur : 1998, 2000, 2001 2005, 2006, 2007, 2009, 2010, 2014, 2015 - Finaliste : 1993, 1999, 2011, | - Coupe de la confédération (1) : - Vainqueur : 2009 - Ligue des champions de la CAF : - Finaliste : 1965 - Supercoupe de la CAF : - Finaliste : 2009 - Coupe de l'UFOA (1) : - Vainqueur : 1992 - Finaliste : 1984 - Coupe d'Afrique-Occidentale française (2) : - Vainqueur : 1953 et 1956 - Finaliste : 1951 et 1960 |

## Personnalités du club

### Présidents du club
- Boukary Sidibé

### Entraîneurs
- 2004-2006 :  Mohamed Magassouba
- (septembre 2014-juin 2016) :  Kamel Djabour

### Joueurs emblématiques du club
- Salif Keïta
- Mamadou Keïta
- Moussa Traoré
- Cheik Diallo
- Mouss Assoum Niakaté
- Alioune Badra Diouf